# Décès en 1067
Décès
- 1063
- 1064
- 1065
- 1066
- 1067
- 1068
- 1069
- 1070
- 1071

Cette page dresse une liste de personnalités mortes au cours de l'année 1067 :

## Jour connu
- 25 janvier : Song Yingzong, cinquième empereur de la dynastie Song.
- 17 avril : Robert de Turlande, saint de l’Église catholique.
- 22 mai : Constantin X Doukas, empereur byzantin.
- 12 juillet : Jean Comnène (domestique des Scholes), aristocrate et militaire byzantin.
- 1er septembre : Baudouin V de Flandre, comte de Flandre.
- 10 septembre : Godiva[1].
- 2 novembre : Al-Muhtasib al-Mujahid Hamzah (en), imam yéménite.
- Sancha de León, reine de León.

## Jour inconnu
- Abu al-Aswar, Abu'l-Aswar ou Abu'l-Asvar Shavur ibn Fadl ibn Muhammad ibn Shaddad, souverain d'Arran (Azerbaïdjan).
- Áed in Gai Bernaig, roi de Connacht.
- Aedh Ua Con Ceanainn (en), roi d'Uí Díarmata (en) (Irlande)
- Al-Nihayah (en), juriste.
- Bahmanyār (en)
- Cai Xiang, calligraphe, Érudit fonctionnaire, ingénieur et poète chinois.
- Cheikh Al-Toussi, savant, théologien chiite iranien et narrateur de hadith.
- Copsi, comte de Northumbrie.
- Munia Mayor de Castille, Muniadomna ou Munia, dite Major, de Castille, comtesse de Castille.
- Éric VII de Suède - Éric VIII de Suède : rois de Suède.
- Gervais de Belleme, archevêque de Reims.
- Ibn Charaf, Abu Abdallah Muhammad Ibn Charaf al-Qayrawani, écrivain et poète arabe de l'époque ziride.
- Maurille de Rouen, archevêque de Rouen.
- Muireadhach Ua Cárthaigh (en), poète irlandais.
- Osulf de Northumbrie, noble northumbrien.
- Othon de Weimar, comte de Weimar-Orlamünde et margrave de Misnie.
- Richard d'Évreux, comte d'Évreux.
- Roger de Saint-Pol, comte de Saint-Pol.
- Salvador González (en), noble du royaume de Castille.
- Wulfwig, évêque de Dorchester[2].
- Yizong (en), empereur de la dynastie des Xia occidentaux.

## Date incertaine (vers 1067)
- Abu Yusuf ibn Saman (en), saint soufiste.

## Crédit d'auteurs
- Cet article est partiellement ou en totalité issu de l'article intitulé « 1067 » (voir la liste des auteurs).